# Det bästa av Carola
Det bästa av Carola släpptes 1997 och är ett samlingsalbum av den svenska popsångerskan Carola Søgaard. På albumlistorna placerade sig albumet som bäst på 40:e plats i Sverige.

## Låtlista

### CD 1
1. Främling
2. Mickey
3. Liv
4. Tommy tycker om mej
5. På egna ben
6. Gloria
7. Det regnar i Stockholm
8. Säg mig var du står
9. Hunger
10. Ännu en dag
11. Brand New Heart
12. Mitt i ett äventyr
13. The Girl Who Had Everything
14. I'll Live

### CD 2
1. Dreamer
2. Every Beat Of My Heart
3. All The Reasons To Live
4. Fångad av en stormvind
5. Oh Happy Day
6. Save the Children
7. Det kommer dagar
8. Guld i dina ögon
9. Sanna vänner
10. Så länge jag lever
11. Det bästa jag vet
12. The Sound Of Music
13. Just the Way You Are
14. Believe
15. Mixade minnen (Radio Mix)

## Listplaceringar
| Lista (1997-1998) | Topplacering |
| ----------------- | ------------ |
| Sverige           | 40           |